# Trattato anglo-afghano del 1919
Il trattato anglo-afghano del 1919 noto anche come trattato di Rawalpindi, fu il trattato che pose fine alla terza guerra anglo-afghana. Venne firmato l'8 agosto 1919 a Rawalpindi tra il Regno Unito e l'Emirato dell'Afghanistan. La Gran Bretagna riconobbe l'indipendenza dell'Afghanistan (secondo l'art. 5 del trattato), accordandosi inoltre che l'India britannica non si espandesse oltre il passo di Khyber e, per contro, che gli inglesi terminassero i loro sussidi all'Afghanistan. A livello di confini, l'Afghanistan non riconobbe mai la linea Durand come confine internazionale tra i due paesi.

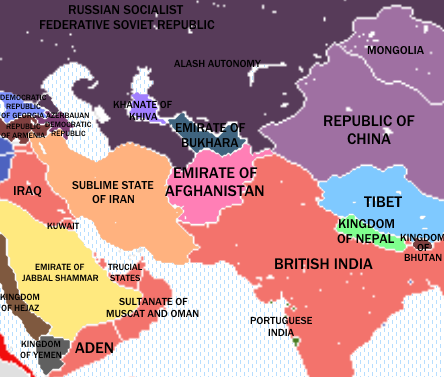
L'Afghanistan nel 1919